# Alegoria Cnoty i Występku
Alegoria Cnoty i Występku – obraz włoskiego malarza renesansowego Paola Veronesego.
Obraz został namalowany na zlecenie cesarza Rudolfa II. W 1621 roku, według spisu inwentarza, znajdował się w cesarskiej kolekcji. Pod koniec XVII wieku obraz trafił do kolekcji królowej Szwecji Krystyny Wazówny. Obecnie znajduje się w muzeum Frick Collection w Nowym Jorku.
Temat obrazu został zaczerpnięty ze starożytnych opowiadań m.in. greckiego poety Ksenofonta i z jego Wspomnień o Sokratesie. Historia opowiada o epizodzie z życia Herkulesa. W pewnym jego okresie heros znalazł się na rozdrożu pomiędzy dwiema kobietami, z których każda namawiała go do podążenia za nią jej ścieżką życia. Jedna była wąska i stroma, ale prowadziła do prawdziwego szczęścia, druga – szeroka i łatwa i prowadziła do kochanków pogrążonych w miłosnych igraszkach. Kobiety nosiły imiona Cnota i Występek. Herkules wybrał drogę tej pierwszej.
Veronese wybrał moment, gdy Herkules wybiera ścieżkę Cnoty i próbuje podążyć za nią. Druga kobieta próbuje jeszcze go zatrzymać siłą. Bohater ma rozdartą pończochę. Postacie zostały przedstawione w dość nietypowy sposób jak na postacie mitologiczne choć zgodne z manierą artysty. Noszą na sobie szlacheckie stroje współczesne malarzowi, pełne żywych kolorów. Kobieta o imieniu występek, w lewej dłoni trzyma talię kart, które symbolizują życie beztroskie. Jej tron zdobi sylwetka sfinksa, uważana w czasach renesansu za symbol lubieżności. Na jej prawej dłoni widać długie szpony, którymi pewnie rozdarła ubranie Herkulesa. Cnota ubrana jest w zieloną szatę, a na głowie ma wieniec laurowy symbolizujący zwycięstwo. Najciekawszą postacią jest jednak wizerunek Herkulesa. Wielu krytyków uważa ją za autoportret samego malarza co czyni ją wyjątkową w twórczości Veronesa.
Na górze, po lewej stronie znajduje się posąg kobiety, a nad nią widoczna jest inskrypcja, będąca wskazówką do odczytania przesłania obrazu: Honor et virtus post mortem floret (honor i cnota rozkwitają po śmierci).
Temat był inspiracja dla wielu innych artystów m.in. dla Carracciego, który w 1596 roku namalował obraz Herkules na rozstajach.